# Osaka-jo Hall
De Osaka-jo Hall (大阪城ホール, Ōsaka-jō Hōru) is een multifunctionele arena in de Japanse stad Osaka. De arena, die ontworpen is door het architectenbureau Nikken Sekkei, werd geopend in 1983 en heeft een capaciteit van 16.000 toeschouwers. Naast sportwedstrijden worden er ook concerten in de arena gegeven.

## Trivia
- Elk jaar spelen 10.000 personen tegelijkertijd de Negende Symfonie van Beethoven in de arena.